# Équipe de France des moins de 19 ans de football
Cet article traite de l'équipe masculine. Pour l'équipe féminine, voir Équipe de France féminine de football des moins de 19 ans.
Maillots
L'équipe de France de football des moins de 19 ans, abrégée en U19, est constituée par une sélection des meilleurs joueurs français de 19 ans et moins sous l'égide de la FFF.

## Histoire
L'équipe de France juniors est créée en 1928. Elle concerne alors les joueurs de 16 à 18 ans. En 1971, cette sélection est doublée en deux fractions : les "juniors UEFA" (17-18 ans), qui disputent le championnat d'Europe juniors, et les "juniors moins 1" (16-17 ans), cette dernière sélection servant à préparer celle de la saison suivante. Dans les années 1980 et 1990, l'équipe de France juniors est appelée "juniors A1", ou "juniors deuxième année", ou bien encore "moins de 18 ans".
Jusqu'en 1997, cette sélection est réservée aux joueurs atteignant au plus 18 ans à la fin de la saison : ainsi pour la saison 1995-1996 par exemple, ne sont éligibles que les joueurs nés après le 1er août 1977.
Depuis 1997, seuls les joueurs fêtant leurs 19 ans à partir du 1er janvier de la saison en cours sont éligibles.

En 2001, la sélection nationale 18 ans est renommée "moins de 19 ans" par la FFF. Il s'agit d'un changement purement lexical, les règles d'éligibilité restant les mêmes.

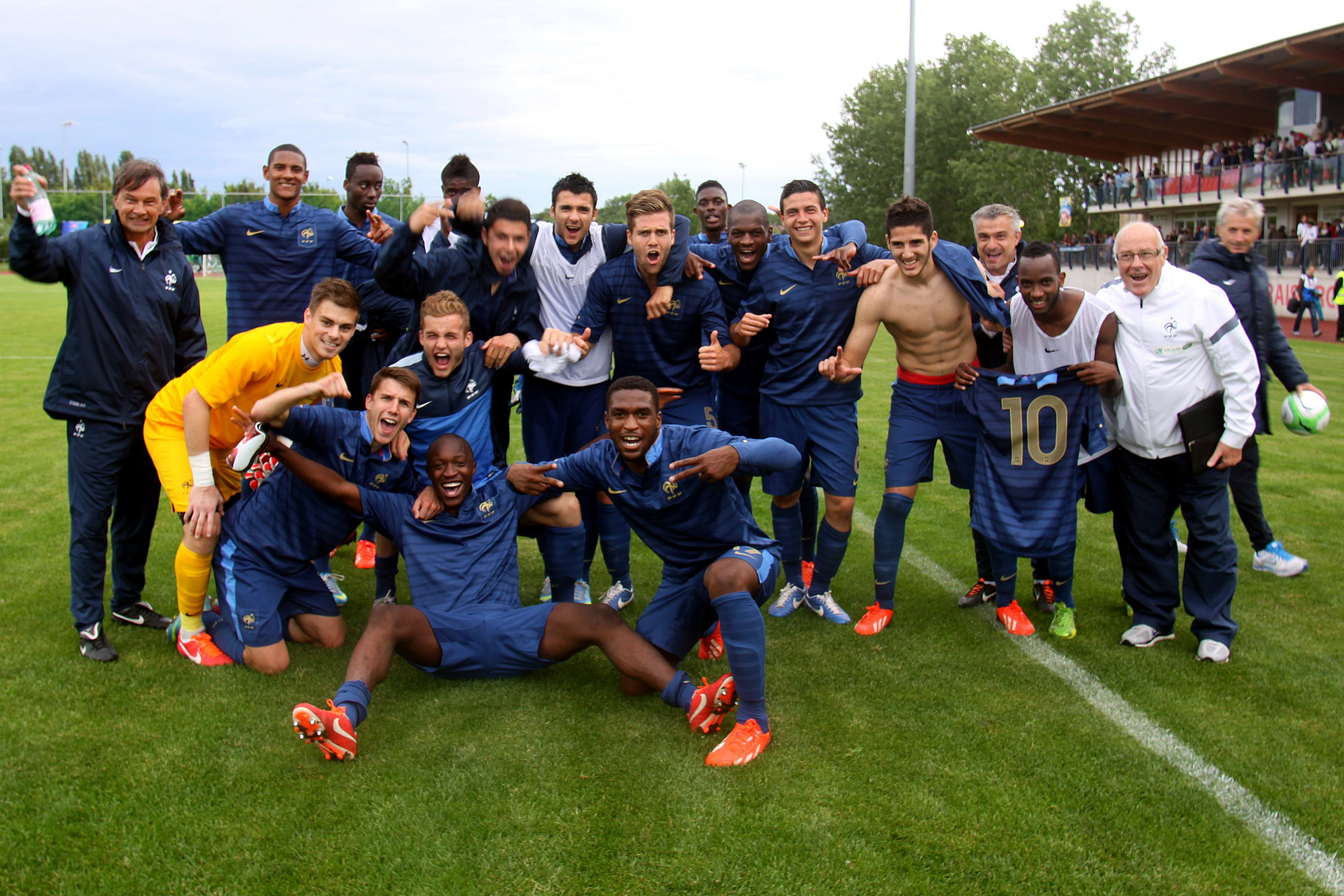
L'équipe de France U19 en 2013.

Le championnat d'Europe U-19, qualificatif pour la Coupe du monde des moins de 20 ans, est la compétition phare pour cette tranche d'âge. L'équipe de France a remporté l'Euro à huit reprises.
En 2010, l'équipe, notamment composée d'Antoine Griezmann et Alexandre Lacazette remporte l'Euro face à l'Espagne. En 2016, la génération 1997, renforcée par Kylian Mbappé, bat l'Italie en finale.

## Palmarès
- Championnat d'Europe junior, puis moins de 18 ans, puis U19 (8)[2] :
  - Vainqueur : 1949, 1983, 1996, 1997, 2000[3], 2005, 2010, 2016
  - Finaliste (4) : 1950, 1968, 2013, 2024

- Sendaï Cup (1) :
  - Vainqueur en 2007

## Sélectionneurs
Source : FFF
- 1976-1977 : Jack Braun
- 1982-1983 : Gaby Robert, assisté de Christian Fetis[5]
- 1987-1989 : Marc Bourrier, assisté de Jacky Thiébaut
- 1988 : Jean-François Jodar
- 1989-1990 : Jean-François Jodar
- 1991-1992 : Jean-François Jodar
- 1992-1993 : Jean-Pierre Morlans
- 1993-1994 : Jean-François Jodar
- 1994-1995 : Jean-Pierre Morlans

- 1995-1996 : Gérard Houllier et Christian Damiano, vainqueur de l'Euro -18 ans (3e titre)
- 1996-1997 : Jean-François Jodar, assisté de Jean-Louis Favaudon et Jean-Paul Duporte (adjoints), vainqueurs de l'Euro -18 ans (4e titre)
- 1997-1998 : Christian Damiano, assisté de Patrick Gonfalone (adjoint)
- 1998-1999 : Jean-François Jodar

- 1999-2000 : Jacques Crevoisier vainqueur de l'Euro -18 ans (5e titre)
- 2000-2001 : Guy Stéphan
- 2001-2002 : François Blaquart. Passage du nom "18 ans" au nom "moins de 19 ans".
- 2002-2003 : René Girard
- 2003-2004 : Luc Rabat
- 2004-2005 : Jean Gallice
- 2005-2006 : Philippe Bergerôo
- 2006-2007 : Guy Ferrier
- 2007-2008 : Luc Rabat (2e fois)
- 2008-2009 : Jean Gallice (2e fois)
- 2009-2010 : Francis Smerecki
- 2010-2011 : Philippe Bergeroo (2de fois)
- 2011-2012 : Pierre Mankowski
- 2012-2014 : Francis Smerecki (2de fois)
- 2014-2015 : Patrick Gonfalone
- 2015-2016 : Ludovic Batelli
- 2016-2017 : Jean-Claude Giuntini
- 2017-2018 : Bernard Diomède
- 2018-2019 : Lionel Rouxel
- 2019-2020 : Jean-Luc Vannuchi
- 2020-2021 : Bernard Diomède (2e fois)
- 2021-2022 :  Landry Chauvin
- 2022-2023 : Lionel Rouxel
- 2023-2024 : Bernard Diomède (3e fois)
- 2024- : Jean-Luc Vannuchi (2e fois)

### Effectifs passés

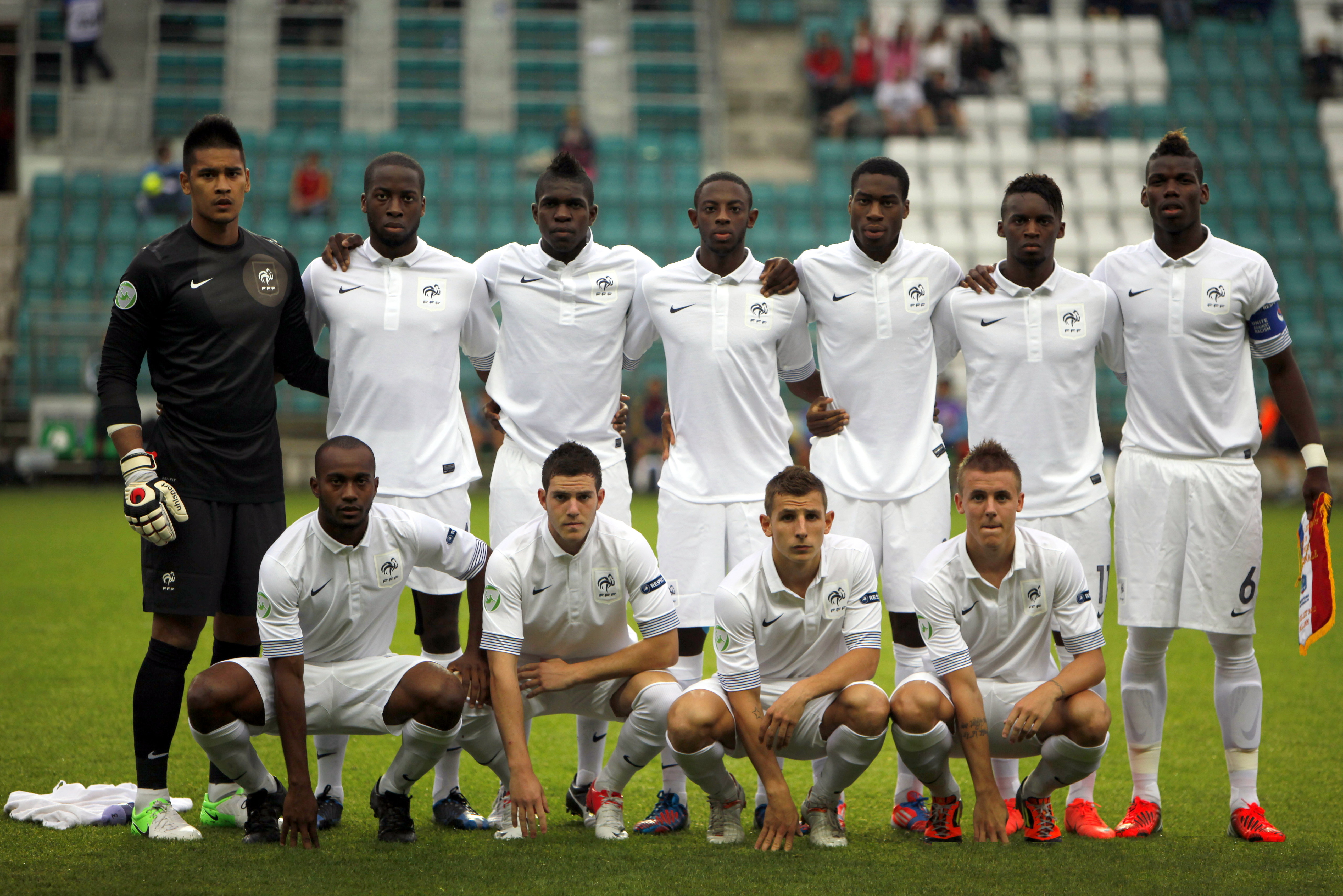
France U19 2011-2012